# Kosteletzkya hispidula
Kosteletzkya hispidula är en malvaväxtart som först beskrevs av Sprengel, och fick sitt nu gällande namn av Christian August Friedrich Garcke. Kosteletzkya hispidula ingår i släktet Kosteletzkya och familjen malvaväxter. Inga underarter finns listade i Catalogue of Life.